# Методы Сыма
Методы Сыма (кит. трад. 司馬法, упр. 司马法, пиньинь Sīmă Fă) — один из семи классических военных трактатов Китая, созданный в IV веке до н. э. в царстве Ци. Он восходит к военным традициям рода Сыма и назван в честь командующего армией Ци Сыма Жанцзюя (кит. упр. 司马穰苴, пиньинь Sīmǎ Rángjū), современника правителя Цзин-гуна.

## Структура
При династии Хань объём этого труда, предположительно, достигал 155 глав. До наших дней сохранилось только 5:
- Основание гуманности (кит. 仁本第一)
- Обязанности Сына Неба (кит. 天子之义第二)
- Определение рядов (кит. 定爵第三)
- Четкие позиции (кит. 严位第四)
- Использование войск (кит. 用众第五)

## Содержание
В трактате рассматриваются вопросы управления армией, дисциплины, войсковой организации. Согласно ему, война необходима для поддержания власти. Вместе с тем, основной целью войны является уничтожение зла и помощь людям. Трактат призывает к милосердию по отношению к мирному населению вражеского государства и даже к раненым врагам. Большое внимание уделяется профессиональной и психологической подготовке, а также укомплектованности армии. Подчёркивается важность административного воздействия — наказаний и поощрений — для поддержания дисциплины и мотивации войск. В трактате также коротко рассмотрены вопросы выбора наиболее эффективной тактики.